# جون والتون (ممثل)
جون والتون (بالإنجليزية: John Walton)‏ هو ممثل أسترالي، ولد في 1953 في أستراليا، وتوفي في 17 يوليو 2014 بسيدني في أستراليا بسبب مرض.

## وصلات خارجية
- جون والتون على موقع IMDb (الإنجليزية)
- جون والتون على موقع قاعدة بيانات الفيلم (الإنجليزية)